# Louis de Gorrevod

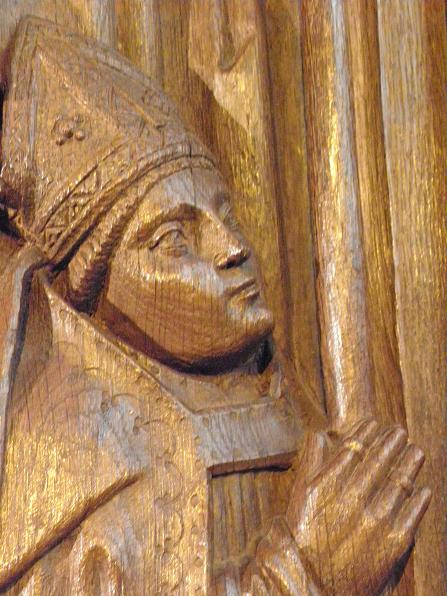
Kardinal Louis de Gorrevod (Chorgestühl in der Konkathedrale Notre Dame de Bourg-en-Bresse)

Louis de Gorrevod (* um 1473; † 22. April 1535 in Saint-Jean-de-Maurienne) war ein Kardinal der Römischen Kirche.

## Leben
Er war der Sohn von Jean de Gorrevod aus einer Nebenlinie der Grafen von Pont-de-Vaux und dessen Ehefrau Jeanne de Loriol-Challes. Am 27. Februar 1499 ernannte Papst Alexander VI. ihn zum Domherrn von Genf. Seit dem 9. August 1499 Bischof von Saint-Jean-de-Maurienne, wurde er 1515 auch einziger Bischof von Bourg-en-Bresse, worauf er 1534 resignierte. Er blieb jedoch weiterhin Genfer Domherr und residierte auch als Bischof in Genf, wo er ein Haus besaß. 1501 segnete er im Kloster Romainmôtier die Ehe von Herzog Philibert II. von Savoyen und Margarete von Österreich. 1507–1509 vertrat er den Genfer Weihbischof François Brunaud. Papst Clemens VII. erhob ihn am 9. März 1530 zum Kardinal und ernannte ihn zum Kardinalpriester von San Cesareo in Palatio.